# Оперейшън Айви (група)
„Оперейшън Айви“ (на английски: Operation Ivy) е влиятелна американска ска група, съществувала между 1987 и 1989 г.
Създадена е в Бъркли, Калифорния. Групата се състои от Джеси Майкълс (вокали), Тим Армстронг (вокали, китара), Мат Фрийман (бас, помощни вокали), Дейв Мейо (барабани, помощни вокали). По-късно членове на тази група участват в групи като „Рансид“, „Соушъл Дисторшън“ и други.

## Дискография
- 1988 Hectic (Трескав)
- 1989 Energy (Енергия)
- 1991 Energy (Енергия), преиздаден с 27 песни включващ Hectic (Трескав) and Turn it Around (Обърни го)
- 1992 Plea for Peace (Апел за мир), съдържащ 4 неиздавани дотогава песни